# Веприківська волость
Веприківська волость — історична адміністративно-територіальна одиниця Васильківського повіту Київської губернії з центром у селі Веприк.
Станом на 1886 рік складалася з 18 поселень, 13 сільських громад. Населення — 6780 осіб (3265 чоловічої статі та 3515 — жіночої), 827 дворових господарств.
|                     | Площа, десятин | У тому числі орної, дес. |
| ------------------- | -------------- | ------------------------ |
| Сільських громад    | 12587          | 7934                     |
| Приватної власності | 814            | 419                      |
| Іншої власності     | 246            | 190                      |
| Загалом             | 13647          | 8543                     |

Основні поселення волості:
- Веприк — колишнє власницьке село при річці Киршин, 900 осіб, 132 двори, православна церква, школа, постоялий будинок, крупорушка.
- Волиця — колишнє власницьке село при річці Унава, 588 осіб, 79 дворів, 2 постоялих будинки, 2 лавки, водяний млин.
- Кадлубиця — колишня колонія євреїв-землевласників, 764 особи, 29 дворів, молитовний будинок, постоялий будинок, лавка.
- Кощіївка — колишнє власницьке село при річці Унава, 549 осіб, 59 дворів, постоялий будинок, вітряний млин.
- Образцова — колишня колонія євреїв-землевласників, 764 особи, 29 дворів, молитовний будинок, постоялий будинок, лавка.
- Пришивальня — колишнє власницьке село при річці Ірпінь, 374 особи, 52 двори, православна церква, школа, 2 постоялих будинки, водяний млин.
- Скригалівка — колишнє власницьке село при річці Бистрик, 525 осіб, 63 двори, каплиця, школа, 2 постоялих будинки, водяний і вітряний млини.
- Чорногородка — колишнє власницьке село при річці Ірпінь, 791 особа, 108 дворів, православна церква, школа, 3 постоялих будинки, лавка, водяний і вітряний млини.

Старшинами волості були:
- 1909-1913 роках — Яків Федорович Завадський[2],[3],[4],[5];
- 1915 року — Антон Кузьмич Ніколенко[6].